# Licaria puchury-major
Licaria puchury-major là loài thực vật có hoa trong họ Nguyệt quế. Loài này được (Mart.) Kosterm. miêu tả khoa học đầu tiên năm 1937.